# Hemerobius stigma
Hemerobius stigma is een insect uit de familie van de bruine gaasvliegen (Hemerobiidae), die tot de orde netvleugeligen (Neuroptera) behoort. 
Hemerobius stigma is voor het eerst wetenschappelijk beschreven door Stephens in 1836.